# Stepojevac
Stepojevac (v srbské cyrilici Степојевац) je sídlo v Srbsku, které administrativně spadá pod město Bělehrad. Přesněji se nacházejí severně od Lazarevace (opština Lazarevac. Podle sčítání lidu z roku 2011 zde žilo 2894 obyvatel.
V obci se nachází pravoslavný kostel a archeologické naleziště Batašina. Jižně od Stepojevace protéká říčka Beljanica, která se vlévá do Kolubary.
Vesnice vznikla na místě, kde dříve stálo jen sedm domů a která se nazývala Dubrava. Důvodem byla epidemie moru. V roce 2023 vesnici zasáhly povodně, velká část obyvatel byla evakuována.
Přes Stepojevac vede Železniční trať Bělehrad–Bar a Ibarská magistrála. Západně od obce protéká řeka Kolubara. Zatímco zmíněná silniční komunikace prochází samotným středem města, železniční trať se mu vyhýbá; železniční stanice stojí několik kilometrů jihovýchodně od obce.